# 2-Ethyl-1-butanol
2-Ethyl-1-butanol (kurz 2-EB) ist ein vollsynthetischer, verzweigter primärer Alkohol mit alkoholartigem Geruch. Er ist als Lösungsmittel von Bedeutung, ein gewisser Teil wird chemisch weiterverarbeitet.

## Gewinnung und Darstellung
Die technische Herstellung von 2-Ethyl-1-butanol erfolgt durch eine Aldolkondensation von n-Butyraldehyd und Acetaldehyd, die zunächst zu 2-Ethyl-2-butenal umgesetzt werden. Nach dessen katalytischer Hydrierung erhält man 2-Ethyl-1-butanol.
Als Nebenprodukte entstehen n-Hexanol, n-Butanol, sowie 2-Ethylhexanol. Die Aldolkondensation kann entweder basen- oder säurekatalysiert ablaufen. Häufig jedoch setzt man Alkalihydroxide wie Natrium- oder Kaliumhydroxid ein.

## Eigenschaften

### Physikalische Eigenschaften
2-Ethylbutan-1-ol hat eine relative Gasdichte von 3,52 (Dichteverhältnis zu trockener Luft bei gleicher Temperatur und gleichem Druck) und eine relative Dichte des Dampf-Luft-Gemisches von 1,01 (Dichteverhältnis zu trockener Luft bei 20 °C und Normaldruck).

### Chemische Eigenschaften
2-Ethylbutan-1-ol ist eine entzündbare Flüssigkeit aus der Stoffgruppe der Alkohole. Er ist wenig löslich in Wasser (10 g/l bei 20 °C) und leichter als Wasser. 2-Ethybutanol ist schwer bzw. sehr schwer flüchtig.

## Verwendung
2-Ethylbutan-1-ol findet in der chemischen Industrie breite Anwendung. So wird er vorwiegend als Lösungsmittel für Öle, Harze, Wachse, Fette und Farbstoffe eingesetzt. Darüber hinaus wird er zur Synthese von Estern verwendet, die wiederum als Weichmacher für Kunststoffe [z. B. Bis(2-ethylbutyl)phthalat] sowie als Riech- und Aromastoffe (z. B. 2-Ethylbutylacetat) eingesetzt werden.

## Sicherheitshinweise
Die Dämpfe von 2-Ethylbutan-1-ol können mit Luft beim Erhitzen über den Flammpunkt explosive Gemische bilden. 2-Ethylbutan-1-ol wird hauptsächlich durch die Atemwege und die Haut aufgenommen. Bei Aufnahme oder Verschlucken kann es zu starken Reizwirkungen auf Atemwege, Haut und Augen kommen. Außerdem besteht die Gefahr einer Störung des Zentralnervensystems (narkotische Wirkung). Bei langer Exposition zeigten sich bei den Betroffenen, Symptome wie Tränen und Brennen der Augen, der Nasen- und Rachen-Schleimhäute, sowie Husten, Übelkeit, Kopfschmerzen Schwindel, Muskelschwäche, Atemnot und evtl. Bewusstlosigkeit. 2-Ethyl-1-butanol weist eine untere Explosionsgrenze (UEG) von ca. 1,08 Vol.-% (ca. 46 g/cm3) und eine obere Explosionsgrenze (OEG) von ca. 7,0 Vol.-% (ca. 298 g/cm3) auf. Die Zündtemperatur beträgt 315 °C. Der Stoff fällt somit in die Temperaturklasse T2 und in die Explosionsgruppe IIA. Mit einem Flammpunkt von 58 °C gilt 2-Ethylbutan-1-ol als relativ schwer entflammbar.